# Обединение (село)
Вижте пояснителната страница за други значения на Обединение.
Обединèние е село в Северна България. То се намира в община Полски Тръмбеш, област Велико Търново.

## География
Селото се намира на около 11 km запад-югозападно от град Полски Тръмбеш по пътя за град Павликени, 30 km северозападно от град Велико Търново и 33 km юг-югоизточно от град Свищов. Разположено е в Средната Дунавска равнина. Надморската височина в центъра на селото е около 84 m.
Климатът е умереноконтинентален. Почвите са типични карбонатни и ливадни черноземи.
През село Обединение минават:
- третокласният републикански път III-502, който води на запад-югозапад през селата Долна Липница, Горна Липница и Патреш до връзка с третокласния републикански път III-405, а на изток-североизток покрай село Иванча и през село Климентово до град Полски Тръмбеш;
- третокласният републикански път III-504, който води на юг през селата Стефан Стамболово и Ресен до село Самоводене и връзка в него с първокласния републикански път I-5 (Русе – ГКПП Маказа), а на север-северозапад през село Масларево, кръстовище с първокласния републикански път I-3 и село Вързулица до село Алеково и връзка в него с третокласния републикански път III-405.

Край село Обединение тече Елийска река, ляв приток на река Янтра.
В селото има много подпочвени води и няколко язовира, основно за риболов.
В селото има термални минерални извори, подходящи за балнео и термални процедури.
Населението на село Обединение, наброявало 3679 души (сбор на населението на селата Тенча и Мекиш към 1934 г.) при преброяването към 1934 г. и 3851 към 1946 г., намалява до 1624 към 1985 г. и 516 (по служебен документ на НСИ от 31.12.2023 г.) към 2023 г.
Етническият състав на населението по численост и дял на етническите групи според преброяването през 2011 г. е:
|                     | Численост | Дял (в %) |
| Общо                | 697       | 100,00    |
| Българи             | 627       | 89,95     |
| Турци               | 3         | 0,43      |
| Цигани              | 10        | 1,43      |
| Други               | ...       | 0,00      |
| Не се самоопределят | ...       | 0,00      |
| Неотговорили        | 56        | 8,03      |

## История
Село Обединение е образувано през 1941 г. чрез сливане на намиралите се в близко съседство села Мекиш и (западно от него) Тенча под името Княз Симеоново. Село Княз Симеоново е преименувано на Обединение през 1948 г.
Сведения за бившето село Мекиш под същото име има в турски регистри от 1430 г., 1579 г. и 1695 г., а за село Тенча сведения има под имената Тендже, Тенча в турски регистри от 1430 г. и 1585 г. Двете села са в България от 1878 г. – след Освобождението ѝ.
Църквата „Света Параскева“ в село Мекиш (Обединение) е построена през 1909 г. на мястото на по-стара църква, построена през 1839 г. Осветена е от търновския метрополит Антим. Реставрирана е по европроект с градина, място за отдих и нова чешма.
Строежът на църквата „Свети Арахангел Михаил“ в село Тенча (Обединение) е започнат през 1871 г. и завършен през 1873 г. Инициатори за построяването са: Куню Бойчев, Пенчо Русев, Стайко Иванов, Миню Бенов, Колю Иванов и други. Църквата е осветена на 8 ноември 1878 г. от Великотърновския митрополит Климент.
Читалища са основани и в двете бивши села: читалище „Братска любов“ в село Тенча през 1894 г. и читалище „Развитие“ в село Мекиш – през 1898 г. По други данни, първото читалище в село Мекиш е от 1900 г., а в село Тенча – от 1902 г. След обединяването в едно село, през 1946 г. и читалищата се сливат в едно общо читалище „Просвета“. През периода 1946 – 1958 г. читалището развива главно лекционна дейност и художествена самодейност чрез четиригласен смесен хор, битова група и танцов състав. През 1974 г. е построена собствена сграда за читалище с отделна библиотечна зала, читални за деца и възрастни, салон с репетиционни зали. През периода 1975 – 1995 г. художествената самодейност се развива в следните насоки: група за народни песни; естрадно – сатиричен състав; театрален състав; детски танцов състав. Към 2018 г. читалището в селото носи името „Мита Стойчева 1900“; към него има Фолклорна група „Славей“.
Първото училище в село Мекиш е от 1856 г., началното – от 1895 г., а в село Тенча – от 1859 г. и държавно земеделско училище – от 1931 г. За държавното земеделско училище има архивна документация за периода 1931 – 1938 г. През учебната 1962 – 1963 г. се сливат прогимназията и началното училище и учениците от основното училище започват учебни занятия в новопостроена сграда. Общинското основно училище „Съгласие“ в село Обединение е закрито през 2008 г.
Кредитна кооперация „Прогрес“ е основана през 1912 г. в село Мекиш, а през 1914 г. – и в село Тенча („Напредък; “ликвидирана след година и половина и отново основана през 1921 г.). След сливането на двете села кооперациите им образуват кредитна кооперация „Обединение“. От 1948 г. кредитната дейност е преустановена и кооперацията се преименува на всестранна кооперация „Сила“; от 1950 г. разширява дейността си и с обществено хранене, от 1952 г. е селкооп, а от 1958 г. – потребителна кооперация „Сила“. Последните ѝ архивни документи са от 1960 г.
Трудово кооперативно земеделско стопанство (ТКЗС) в селото е учредено през 1949 г. През 1959 г. то влиза в състава на ОТКЗС (Обединено ТКЗС) „Първи май“ – село Обединение. След няколко организационни промени стопанството е прекратено през 1995 г. под наименованието „Частна земеделска кооперация „Съгласие“ - село Обединение“.

## Културни и природни забележителности
В местностите „Трите могили“ и „Селище“ има останки от римски селища. В района на селото са намерени римски надгробен паметник и светилище на Артемида.
През 1971 г. при хидрогеоложки проучвания с дълбок сондаж е разкрита топла минерална вода. Тя е с температура 43 °С, минерализация 4,9 g/dm³, хлоридна, сулфатна, натриева, калциева, флуорна; използва се за лечение на екземи, ревматични, гинекологични, неврологични и други заболявания. Създадена е нова минерална баня (балнеолечебница) на площ 1500 m², с открити басейни; балнеологичният санаториум работи през периода 1986 – 1991 г.
Северно от центъра на селото има Иглолистен и широколистен парк.
Село Обединение има и открит Театър и кино, както и закрита сцена с кино в читалището (200 места).
В селото има няколко големи и красиви чешми, една от тях е на вече изчезналата джамия, строена през 17 век.
В село Обединение има две паметни плочи с надписи съответно „В памет на убитите и на умрелите след раняване през войната 1915 – 1918 г.“ и „В памет на загиналите в борбата против фашизма и капитализма и Отечествената война“ – в центъра на селото източно от сградата на кметството, както и паметник на Мита Стойчева.

## Редовни събития
В края на месец май в село Обединение се провежда Националният събор-надпяване „Авлига пее“, посветен на народната певица Мита Стойчева. Съборът има конкурсен характер и за пръв път е проведен през юли 2005 г. Организатори са Народното читалище „Мита Стойчева 1900“ и община Полски Тръмбеш.
Други редовни събития, които се организират предимно от читалището, са: Бабин ден, Трифон Зарезан, Денят на самодееца, Първа пролет, Гергьовден, честване на празника на двете църкви – Св. Параскева в бившето село Мекиш на 14 октомври и Св. Арахангел Михаил в бившето село Тенча на 21 ноември. Традиционен празник за селото е и Денят на християнското семейство.

## Личности
Родени в Обединение
- Мита Стойчева (1909 – 1976), народна певица
- Атанас Ганчев (1919 – 1970), ботаник
- Иван Косев Косев (1931 – 2013), инженер – хидрогеолог
- проф. доктор Тодор Киров[23] – преподавател в АМТИИ гр. Пловдив
- Стефан Иванов Стефанов – музикант
- Димо Хаджииванов Ботювски – нарича себе си „селянин – поет“. Пише под псевдоним – Омид Ялийски. Издал е книжките „Джонбул“ – 1930 г., „Хорски езици“ – 1930 г., „Съдба“ – 1931 г., „Ялийски разкази“ – 1938 г. Подписва се още „Димо ми Долински“.

## Спорт
- ФК „Стрела“[24];
- Стадион „Мекиш“, 50 места;.
- Физкултурен салон към сградата на училището;
- Спортен риболов.

## Балнеология
Минерален извор с. Обединение